# Didier Drogba
Didier Yves Drogba Tébily (Abidjan, 11 maart 1978) is een Ivoriaans-Frans voormalig profvoetballer die doorgaans als centrumspits speelde. Drogba was van 2002 tot en met 2014 international van het Ivoriaans voetbalelftal, waarvoor hij 105 wedstrijden speelde en daarin 65 keer scoorde.

## Clubcarrière

### Carrière in Frankrijk
Drogba verhuisde in zijn kindertijd naar Frankrijk en speelde aanvankelijk als rechtsachter. Hij speelde bij verschillende kleine clubs en sloeg een voorstel van Paris Saint-Germain af, omdat hij verkoos niet te vroeg een grote stap te zetten. Zo speelde hij op het tweede niveau van Frankrijk, de Ligue 2, bij Le Mans, alvorens hij verhuisde naar eersteklasser Guingamp. Nadat hij in het seizoen 2002-2003 zeventien goals scoorde en international werd, kwam hij in de belangstelling te staan van het FC Porto van José Mourinho. Olympique Marseille kaapte hem echter weg. In het seizoen 2003-2004 scoorde Drogba namens de Zuid-Fransen negentien keer in 35 competitiewedstrijden en zes keer in de UEFA Cup, met twee doelpunten tegen zowel Liverpool als Newcastle. De FIFA bekroonde zijn prestaties met een nominatie voor "Speler van het Jaar".

### Chelsea

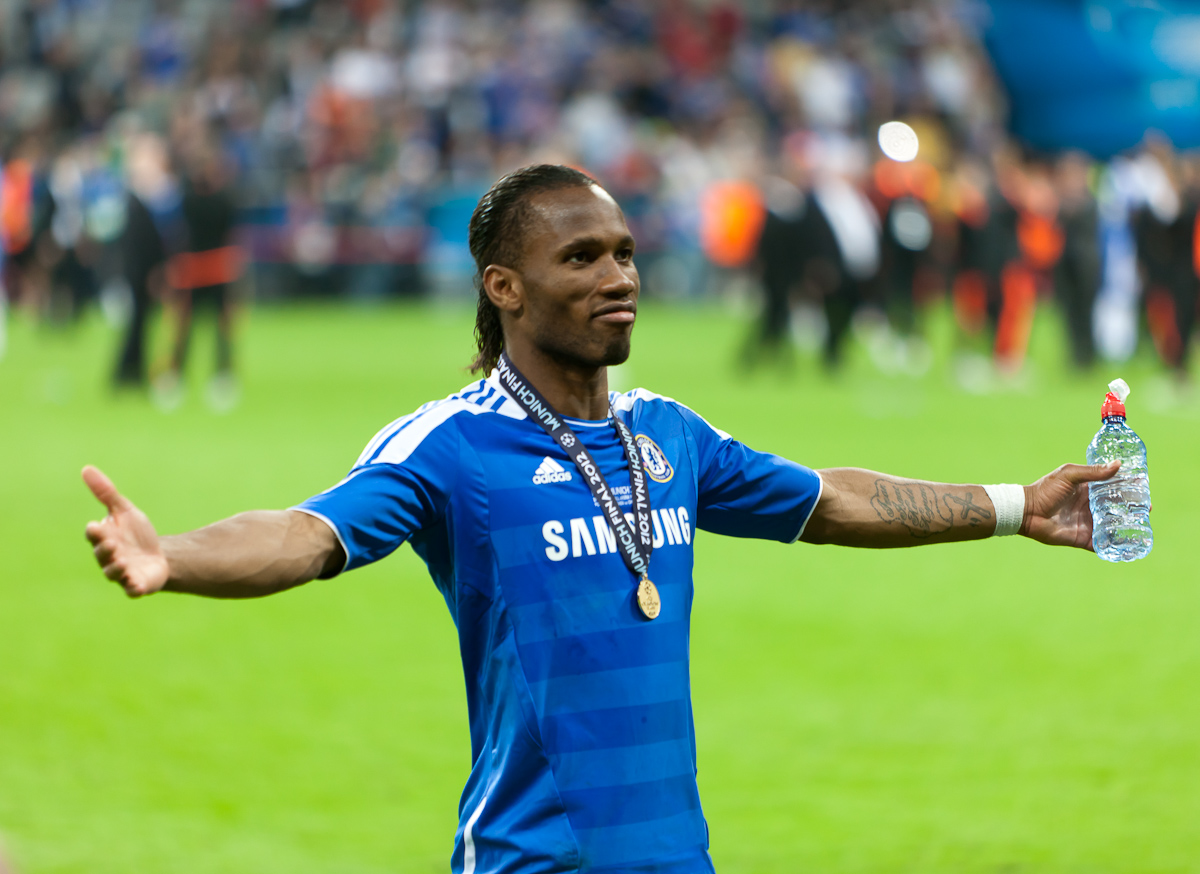
Drogba met Chelsea na de gewonnen Champions League-finale in 2012

Na één seizoen voor Olympique Marseille te hebben gespeeld, verhuisde Drogba in 2004 naar Londen om bij Chelsea te gaan spelen. De door Chelsea betaalde transferprijs van 36 miljoen euro maakte hem op dat moment de op een na duurste transfer in de Britse voetbalgeschiedenis. Wayne Rooney, die in dezelfde zomer door Manchester United werd aangetrokken van Everton, mocht zich met een transfersom van 42,4 miljoen euro de duurste speler ooit noemen.
In het jaar 2007/08 bereikte Drogba de Champions League-finale met Chelsea. In de Premier League was hij, mede dankzij interlandverplichtingen, minder doeltreffend. In de Champions League was hij met zes doelpunten wel op dreef. In de verloren finale tegen Manchester United (1-1, Manchester United won na strafschoppen) was zijn optreden bepalend. Vlak voor het einde van de verlenging gaf hij, na een opstootje, Nemanja Vidić van Manchester United een tik, waarna hij met rood van het veld werd gestuurd. Even later zag hij zijn ploeg in de strafschoppenserie verliezen.
In het seizoen 2010/2011 was Drogba opnieuw de aanvalsleider van Chelsea. In de eerste wedstrijd van het seizoen tegen promovendus West Bromwich Albion scoorde Drogba drie keer en werd er met 6-0 gewonnen. De tweede wedstrijd in de Premier League tegen Wigan Athletic werd eveneens met 6-0 gewonnen. Drogba scoorde niet, maar leverde drie assists af en was betrokken bij alle doelpunten.
Drogba won op 19 mei 2012 met Chelsea de Champions League door in de finale Bayern München te verslaan. Drogba kopte Chelsea in de 88e minuut op 1-1 uit een hoekschop en schoot later de beslissende strafschop raak tijdens de strafschoppenserie. Na het winnen van de Champions League werd op 22 mei 2012 bekendgemaakt dat Drogba Chelsea verliet. De Chinese club Shanghai Shenhua verzekerde zich daarop van de komst van de Ivoriaan.

### Shanghai Shenhua
Op 19 juni 2012 werd bekend dat Drogba een contract voor 2,5 jaar tekende bij Shanghai Shenhua. Hij zegde dat contract na ruim zes maanden op omdat hij naar eigen zeggen niet correct zou zijn uitbetaald. De wereldvoetbalbond FIFA bevestigde dat er sprake was van wanbetaling. Shanghai Shenhua kon daarom geen transfersom opstrijken.

### Galatasaray
Na een half seizoen in China tekende de inmiddels 34-jarige Drogba in januari 2013 een contract voor anderhalf jaar bij Galatasaray. Hij zou in achttien maanden 10 miljoen euro gaan verdienen, exclusief wedstrijdpremies, aldus berichten in de media. Drogba maakte zijn debuut voor Galatasaray op vrijdag 15 februari, toen hij in de uitwedstrijd tegen hekkensluiter Akhisar Belediyespor (1-2) na ruim een uur het veld betrad als vervanger van topscorer Umut Bulut. Drogba scoorde bij zijn eerste optreden.

### Terugkeer bij Chelsea
In de zomer van 2014 tekende hij een eenjarig contract bij Chelsea, waar hij van 2004 tot 2012 ook al speelde, en vele successen behaalde. Hij maakte zijn rentree op Stamford Bridge in de thuiswedstrijd tegen Leicester City, die met 2-0 werd gewonnen. Aan het einde van het seizoen werd bekend dat Drogba zijn aflopende contract niet zou verlengen. Drogba werd voor de vierde keer kampioen met Chelsea en nam afscheid op 25 mei 2015. Na een half uur spelen werd hij met een lichte blessure door alle spelers van het veld gedragen.

### Montreal Impact
Drogba tekende in juli 2015 een contract bij Montreal Impact. Hiermee ging hij spelen in de Major League Soccer. In november 2016 liet Drogba weten dat hij zijn contract niet ging verlengen.

### Phoenix Rising
Na bijna vier maanden zonder club te hebben gezeten en een aanbod van Corinthians te hebben afgeslagen, tekende Drogba op 12 April 2017 bij het Amerikaanse Phoenix Rising, dat uitkomt in de United Soccer League. Hij werd naast speler ook een van de clubeigenaren. Op 8 november 2018 speelde Drogba zijn laatste wedstrijd in het profvoetbal.

### Managementopleiding
Drogba heeft de UEFA-managementopleiding Executive Master for International Players (MIP) gedaan.

## Interlandcarrière
Drogba speelde tevens in het nationaal elftal van Ivoorkust en de spits had een belangrijk aandeel in de kwalificatie van zijn land voor het wereldkampioenschap voetbal 2006. In januari 2006 behoorde Drogba tot de Ivoriaanse selectie voor de Afrika Cup. Ivoorkust haalde daar de finale, maar verloor die na strafschoppen van Egypte. Drogba mocht zich dit verlies aanrekenen, aangezien hij vlak voor tijd een bijna niet te missen kans over het doel schoot en bovendien zijn strafschop in de serie niet benutte.
In Duitsland scoorde Drogba op 10 juni 2006 het allereerste doelpunt ooit voor Ivoorkust op een WK, tijdens de wedstrijd tegen Argentinië. In de voorbereiding op het WK 2010 in Zuid-Afrika brak Drogba zijn rechteronderarm na een zware charge van de Japanse verdediger Marcus Tulio Tanaka. Ondanks deze blessure nam hij met een armbrace deel aan het WK 2010. Na het WK in 2010 besloot Drogba een punt achter zijn interlandcarrière te zetten, om zich volledig te kunnen concentreren op Chelsea.
Drogba kwam terug op zijn beslissing en op zijn eerste grote toernooi sinds zijn terugkeer, de Afrika Cup van 2012, scoorde hij meteen de winnende goal tegen Soedan. Op 8 augustus 2014 stopte hij definitief als international van Ivoorkust.

## Clubstatistieken[6]
| Seizoen     | Club                | Competitie     | Competitie | Competitie | Competitie | Beker | Beker | Beker | Internationaal | Internationaal | Internationaal | Totaal | Totaal | Totaal |
| Seizoen     | Club                | Competitie     | Wed.       | Dlp.       | Ass.       | Wed.  | Dlp.  | Ass.  | Wed.           | Dlp.           | Ass.           | Wed.   | Dlp.   | Ass.   |
| ----------- | ------------------- | -------------- | ---------- | ---------- | ---------- | ----- | ----- | ----- | -------------- | -------------- | -------------- | ------ | ------ | ------ |
| 1998/99     | Le Mans             | Ligue 2        | 2          | 0          | 0          | 0     | 0     | 0     | —              | —              | —              | 2      | 0      | 0      |
| 1999/00     | Le Mans             | Ligue 2        | 30         | 7          | 1          | 2     | 0     | 0     | —              | —              | —              | 32     | 7      | 1      |
| 2000/01     | Le Mans             | Ligue 2        | 11         | 0          | 0          | 2     | 1     | 0     | —              | —              | —              | 13     | 1      | 0      |
| 2001/02     | Le Mans             | Ligue 2        | 21         | 5          | 0          | 3     | 2     | 0     | —              | —              | —              | 24     | 7      | 0      |
| Club Totaal | Club Totaal         | Club Totaal    | 64         | 12         | 1          | 7     | 3     | 0     | 0              | 0              | 0              | 71     | 15     | 1      |
| 2001/02     | Guingamp            | Ligue 1        | 11         | 3          | 1          | 0     | 0     | 0     | —              | —              | —              | 11     | 3      | 1      |
| 2002/03     | Guingamp            | Ligue 1        | 34         | 17         | 3          | 5     | 4     | 0     | —              | —              | —              | 39     | 21     | 3      |
| Club Totaal | Club Totaal         | Club Totaal    | 45         | 20         | 4          | 5     | 4     | 0     | 0              | 0              | 0              | 50     | 24     | 4      |
| 2003/04     | Olympique Marseille | Ligue 1        | 35         | 19         | 7          | 4     | 2     | 0     | 16             | 11             | 0              | 55     | 32     | 7      |
| Club Totaal | Club Totaal         | Club Totaal    | 35         | 19         | 7          | 4     | 2     | 0     | 16             | 11             | 0              | 55     | 32     | 7      |
| 2004/05     | Chelsea             | Premier League | 26         | 10         | 5          | 6     | 1     | 1     | 9              | 5              | 1              | 41     | 16     | 7      |
| 2005/06     | Chelsea             | Premier League | 29         | 12         | 15         | 5     | 3     | 0     | 7              | 1              | 1              | 41     | 16     | 16     |
| 2006/07     | Chelsea             | Premier League | 36         | 20         | 4          | 12    | 7     | 4     | 12             | 6              | 3              | 60     | 33     | 11     |
| 2007/08     | Chelsea             | Premier League | 19         | 8          | 6          | 2     | 1     | 0     | 11             | 6              | 1              | 32     | 15     | 7      |
| 2008/09     | Chelsea             | Premier League | 24         | 5          | 4          | 8     | 4     | 0     | 10             | 5              | 1              | 42     | 14     | 5      |
| 2009/10     | Chelsea             | Premier League | 32         | 29         | 13         | 7     | 5     | 3     | 5              | 3              | 0              | 44     | 37     | 16     |
| 2010/11     | Chelsea             | Premier League | 36         | 11         | 15         | 3     | 0     | 2     | 7              | 2              | 2              | 46     | 13     | 19     |
| 2011/12     | Chelsea             | Premier League | 24         | 5          | 1          | 3     | 2     | 0     | 8              | 6              | 2              | 35     | 13     | 3      |
| Club Totaal | Club Totaal         | Club Totaal    | 226        | 100        | 63         | 46    | 23    | 10    | 69             | 34             | 11             | 341    | 157    | 84     |
| 2012        | Shanghai Shenhua    | Super League   | 11         | 8          | 2          | 0     | 0     | 0     | —              | —              | —              | 11     | 8      | 2      |
| Club Totaal | Club Totaal         | Club Totaal    | 11         | 8          | 2          | 0     | 0     | 0     | 0              | 0              | 0              | 11     | 8      | 2      |
| 2012/13     | Galatasaray         | Super Lig      | 13         | 5          | 6          | 0     | 0     | 0     | 4              | 1              | 0              | 17     | 6      | 6      |
| 2013/14     | Galatasaray         | Super Lig      | 24         | 10         | 4          | 4     | 2     | 0     | 8              | 2              | 3              | 36     | 14     | 7      |
| Club Totaal | Club Totaal         | Club Totaal    | 37         | 15         | 10         | 4     | 2     | 0     | 12             | 3              | 3              | 53     | 20     | 13     |
| 2014/15     | Chelsea             | Premier League | 28         | 4          | 1          | 7     | 1     | 0     | 5              | 2              | 1              | 40     | 7      | 2      |
| Club Totaal | Club Totaal         | Club Totaal    | 254        | 104        | 64         | 53    | 24    | 10    | 74             | 36             | 12             | 381    | 164    | 86     |
| 2015        | Montreal Impact     | MLS            | 14         | 12         | 1          | 0     | 0     | 0     | —              | —              | —              | 14     | 12     | 1      |
| 2016        | Montreal Impact     | MLS            | 27         | 11         | 6          | 0     | 0     | 0     | —              | —              | —              | 27     | 11     | 6      |
| Club Totaal | Club Totaal         | Club Totaal    | 41         | 23         | 7          | 0     | 0     | 0     | 0              | 0              | 0              | 41     | 23     | 7      |
| 2017        | Phoenix Rising FC   | USL            | 13         | 8          | 3          | 1     | 1     | 0     | —              | —              | —              | 14     | 9      | 3      |
| 2018        | Phoenix Rising FC   | USL            | 8          | 4          | 1          | 4     | 3     | 1     | —              | —              | —              | 12     | 7      | 2      |
| Club Totaal | Club Totaal         | Club Totaal    | 21         | 12         | 4          | 5     | 4     | 1     | 0              | 0              | 0              | 26     | 16     | 5      |
| TOTAAL      | TOTAAL              | TOTAAL         | 508        | 213        | 99         | 78    | 39    | 11    | 102            | 50             | 15             | 688    | 302    | 125    |

## Erelijst
Chelsea
- Premier League: 2004/05, 2005/06, 2009/10, 2014/15
- FA Cup: 2006/07, 2008/09, 2009/10, 2011/12
- EFL Cup: 2004/05, 2006/07, 2014/15
- FA Community Shield: 2005, 2009
- UEFA Champions League: 2011/12

 Galatasaray
- Süper Lig: 2012/13
- Türkiye Kupası: 2013/14
- Süper Kupa: 2013

 Phoenix Rising
- Western Conference (UCL): 2018

## Persoonlijke onderscheidingen
Drogba heeft naast de nodige bekers, alleen en met zijn teams, verschillende onderscheidingen in ontvangst mogen nemen tijdens zijn carrière.
- Onze d'Or: 2004
- UEFA Cup Topscorer: 2004
- Ligue 1 doelpunt van het jaar: 2004
- Ligue 1 Team van het jaar: 2004
- Ligue 1 Speler van het jaar: 2004
- Ivoriaans voetballer van het jaar: 2006, 2007
- Afrikaans Voetballer van het Jaar: 2006, 2009
- Speler van het jaar bij Chelsea: 2007, 2010
- Premier League Gouden Schoen: 2007, 2010
- PFA Team van het jaar: 2007, 2010
- UEFA Team van het jaar: 2007
- European Sports Magazines Team van het jaar: 2007
- FIFPro World XI: 2007
- BBC Afrikaans Voetballer van het jaar: 2009
- West-Afrikaans Voetballer van het jaar : 2010
- Time Top 100: 2010
- Topscorer aller tijden van het Ivoriaanse voetbalelftal
- UEFA President's Award: 2020